# MINÖL
MINÖL, kurz für Mathematik für Ingenieure und Naturwissenschaftler, ursprünglich Mathematik für Ingenieure, Naturwissenschaftler, Ökonomen und Landwirte ist eine Lehr- und Übungsbuch-Reihe für Mathematik, herausgegeben vom Teubner Verlag.

## Die MINÖL-Reihe
Die Bücher richten sich nicht an Mathematik-Studenten, sondern an solche der namensgebenden Ingenieurwissenschaften, Naturwissenschaften, Ökonomie und Agrarwissenschaft, welche Mathematik als grundlegendes Studienfach hören. Der Fokus wird neben dem Verständnis daher auch auf die Anwendbarkeit und den Praxisbezug gelegt.
Durch den modularen Aufbau der Reihe soll sie besser an die Erfordernisse der jeweiligen Studienrichtungen im Präsenz- aber auch Fernstudium anpassbar sein.
Die Buchreihe gehört heute zu den Standardwerken in der universitären Mathematikausbildung.

## Geschichte

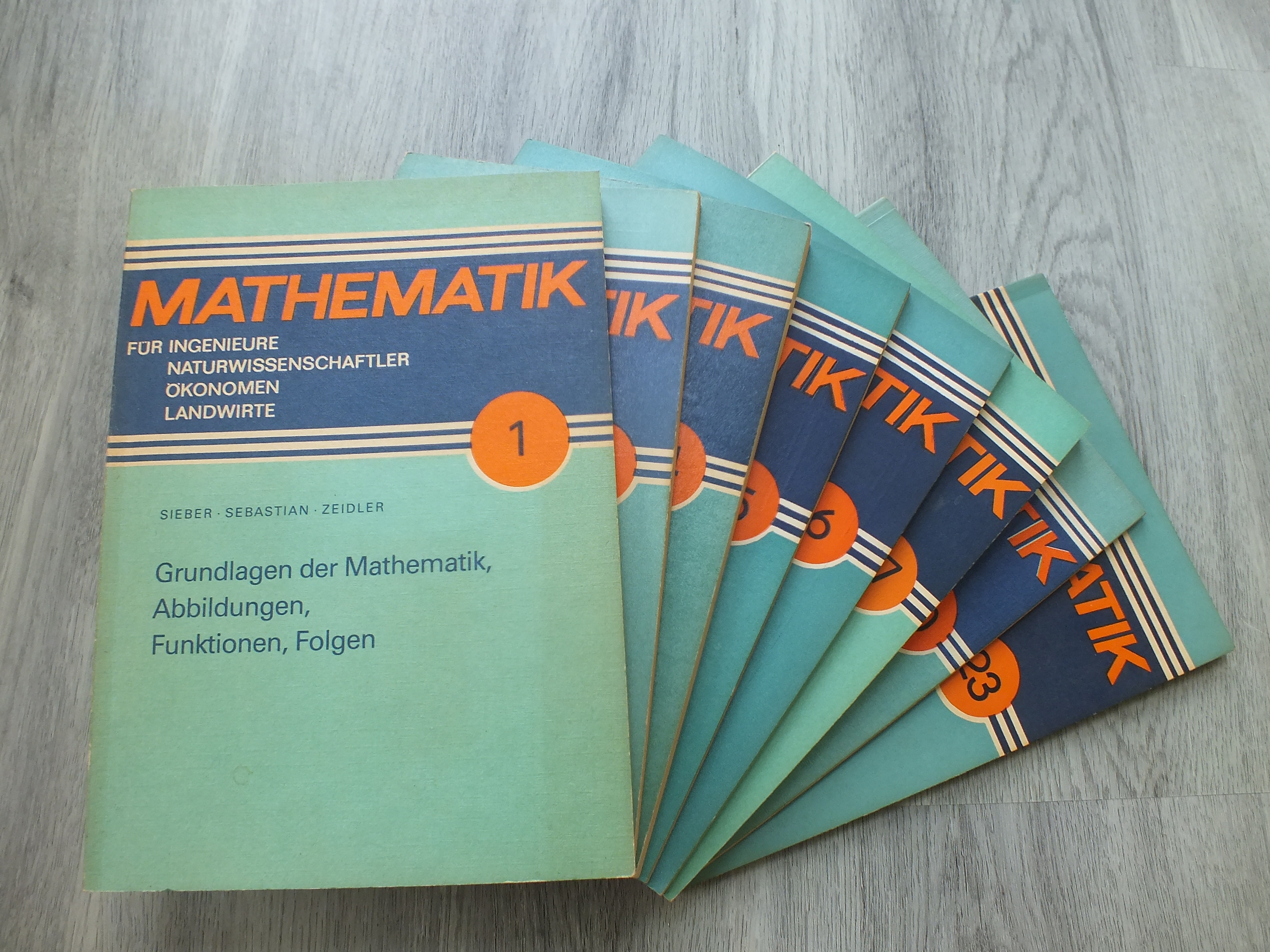
Einige Bände der Buchreihe

Die MINÖL-Reihe entstand als Gemeinschaftsprojekt an den Universitäten der DDR im Auftrag des Ministeriums für Hochschul- und Fachschulwesen. Ziel war es, durch einheitliche Lehrbücher auch eine vereinheitlichte Mathematikausbildung an den Hochschulen der DDR zu ermöglichen.
Die Lehrbuchtexte und Übungsaufgaben wurden von den Fakultäten und Fachbereichen, vor allem der Uni Magdeburg, TU Dresden, Uni Leipzig und HU Berlin, erarbeitet.
Herausgeber waren die Professoren Otfried Beyer, Horst Erfurth, Otto Greuel, Horst Kadner, Karl Manteuffel und der Dozent Günter Zeidler; verlegt wurde die Buchreihe durch die BSB B. G. Teubner Verlagsgesellschaft, Leipzig.
Die ersten Bücher erschienen 1973, Jahr für Jahr wurde die Reihe um einige Bände ergänzt. 1977 wurde die Reihe mit einem Vorbereitungsband und 21 Themenbänden zunächst als komplett betrachtet, dann jedoch bis 1981 durch fünf weitere Themenbände erweitert. 1987 folgten noch vier Bände mit Übungsaufgaben Ü1 bis Ü4.
Die Reihe war modular aufgebaut, einem Abhängigkeitsgraphen auf der zweiten Umschlagseite konnte man entnehmen, welcher Band welche anderen Bände inhaltlich voraussetzte. 
In den 1970er und 1980er Jahren wurde die gesamte Reihe zum Standardwerk an den Hochschulen der DDR.
Nach der Wiedervereinigung fusionierten die Teubner Verlage Ost und West. Die MINÖL-Reihe muss nun seit 1993 auf die Ökonomen und Landwirte, nicht nur im Namen, verzichten. Die meisten Bücher wurden zunächst fast unverändert vom B.G. Teubner Verlag, Wiesbaden herausgegeben. Zwischenzeitlich erreichte die Reihe einen Umfang von 44 Bänden. Derzeit stehen beim Verlag 19 Bände zur Verfügung, wobei inzwischen viele der Originaltitel ersetzt worden sind.

## Titelliste, Stand 1981
```
Nr.  Titel                                                                  direkt abhängig von
[
1
]
 Erstauflage
--   Vorbereitung auf das Hochschulstudium  ..............................  ...................... 1976
 1   Grundlagen der Mathematik, Abbildungen, Funktionen, Folgen  .........  Vorbereitungsband  ... 1973
 2   Differential- und Integralrechnung für Funktionen mit einer Variablen  1  ................... 1973
 3   Unendliche Reihen  ..................................................  2  ................... 1974
 4   Differentialrechnung für Funktionen mit mehreren Variablen  .........  2, 13  ............... 1974
 5   Integralrechnung für Funktionen mit mehreren Variablen  .............  4  ................... 1974
 6   Differentialgeometrie  ..............................................  5, 7.1  .............. 1975
 7.1 Gewöhnliche Differentialgleichungen, Teil 1  ........................  4  ................... 1973
 7.2 Gewöhnliche Differentialgleichungen, Teil 2  ........................  3, 7.1  .............. 1976
 8   Partielle Differentialgleichungen  ..................................  5, 7.2  .............. 1975
 9   Komplexe Funktionen und konforme Abbildungen  .......................  8  ................... 1978
10   Operatorenrechnung  .................................................  9  ................... 1976
11   Tensoralgebra und -analysis  ........................................  6, 10  ............... 1977
12   Spezielle Funktionen  ...............................................  9  ................... 1977
13   Lineare Algebra  ....................................................  1  ................... 1975
14   Lineare Optimierung  ................................................  13  .................. 1974
15   Nichtlineare Optimierung  ...........................................  4, 14  ............... 1978
16   Optimale Prozesse und Systeme  ......................................  8, 15  ............... 1974
17   Wahrscheinlichkeitsrechnung und mathematische Statistik  ............  5  ................... 1976
18   Numerische Methoden  ................................................  12  .................. 1974
19.1 Stochastische Prozesse und Modelle  .................................  16, 17  .............. 1978
19.2 Statistische Versuchsplanung  .......................................  16, 17, 19.1  ........ 1976
20   Simulationsmethoden  ................................................  19.1, 19.2  .......... 1976
21.1 Spieltheorie  .......................................................  15, 17  .............. 1977
21.2 Graphentheorie  .....................................................  15, 17  .............. 1976
22   Funktionalanalysis  .................................................  9, 10  ............... 1980
23   Theorie und Anwendung der Symmetriegruppen  .........................  13  .................. 1981
[
2
]
```